# Jett Howard
Jett Howard (* 14. September 2003 in Chicago) ist ein US-amerikanischer Basketballspieler.

## Werdegang
Howard wuchs im US-Bundesstaat Florida auf, spielte zwei Jahre für die Mannschaft der NSU University School in Davie. Dort spielte er an der Seite seines Bruders Jace, auch Taylor Hendricks, Vernon Carey Jr. und Scottie Barnes gehörten zu seinen Mannschaftskameraden. Nach seinem Wechsel an die ebenfalls in Florida gelegene IMG Academy spielte Howard mit Jarace Walker und Keyonte George zusammen.
In der Saison 2022/23 war er Student und Basketballspieler an der University of Michigan. Sein Trainer in Michigan war sein Vater Juwan Howard, der lange in der National Basketball Association (NBA) spielte. Wie an der NSU University School stand auch Jett Howards Bruder Jace gleichzeitig im Aufgebot der Hochschulmannschaft. In 29 Einsätzen für die University of Michigan erzielte Jett Howard im Durchschnitt 14,2 Punkte je Begegnung und machte insbesondere durch seine Treffsicherheit beim Dreipunktewurf auf sich aufmerksam.
Im Juni 2023 wählte die Orlando Magic Howard beim Draftverfahren der NBA aus, für die Mannschaft spielte einst (2003/04) auch sein Vater Juwan.

## Karriere-Statistiken
| Legende | Legende                                        | Legende | Legende                                                     | Legende | Legende                                          |
| ------- | ---------------------------------------------- | ------- | ----------------------------------------------------------- | ------- | ------------------------------------------------ |
| GP      | Absolvierte Spiele (Games played)              | GS      | Spiele von Beginn an (Games started)                        | MPG     | Absolvierte Minuten pro Spiel (Minutes per game) |
| FG%     | Wurfquote aus dem Feld (Field-goal percentage) | 3P%     | Wurfquote Drei-Punkte-Würfe (3-point field-goal percentage) | FT%     | Freiwurfquote (Free-throw percentage)            |
| RPG     | Rebounds pro Spiel (Rebounds per game)         | APG     | Assists pro Spiel (Assists per game)                        | SPG     | Steals pro Spiel (Steals per game)               |
| BPG     | Blocks pro Spiel (Blocks per game)             | PPG     | Punkte pro Spiel (Points per game)                          | FETT    | Karriere-Bestmarke                               |

### NBA

#### Hauptrunde
| Saison  | Team    | GP | GS | MPG | FG % | 3P % | FT % | RPG | APG | SPG | BPG | PPG |
| ------- | ------- | -- | -- | --- | ---- | ---- | ---- | --- | --- | --- | --- | --- |
| 2023–24 | Orlando | 18 | 0  | 3.7 | .333 | .280 | .500 | 0.4 | 0.3 | 0.1 | 0.1 | 1.6 |
| Gesamt  | Gesamt  | 18 | 0  | 3.7 | .333 | .280 | .500 | 0.4 | 0.3 | 0.1 | 0.1 | 1.6 |

#### Play-offs
| Saison  | Team    | GP | GS | MPG | FG % | 3P %  | FT % | RPG | APG | SPG | BPG | PPG |
| ------- | ------- | -- | -- | --- | ---- | ----- | ---- | --- | --- | --- | --- | --- |
| 2023–24 | Orlando | 2  | 0  | 5.0 | .667 | 1.000 | —    | 0.5 | 0.5 | 0.0 | 0.0 | 2.5 |
| Gesamt  | Gesamt  | 2  | 0  | 5.0 | .667 | 1.000 | —    | 0.5 | 0.5 | 0.0 | 0.0 | 2.5 |